# Biały Ług (powiat zwoleński)
Biały Ług – wieś w Polsce położona w województwie mazowieckim, w powiecie zwoleńskim, w gminie Policzna. Ma status sołectwa.
| SIMC    | Nazwa            | Rodzaj    |
| ------- | ---------------- | --------- |
| 1060748 | Biały Ług Długi  | część wsi |
| 1060754 | Biały Ług Krótki | część wsi |

W latach 1975–1998 miejscowość należała administracyjnie do województwa radomskiego.